# 汚れた舌
『汚れた舌』（けがれたした）は、2005年4月14日から6月23日まで毎週木曜日22:00 - 22:54に、TBS系で放送された日本のテレビドラマ。原作・脚本は内舘牧子。主演は飯島直子。
「週末婚」、「昔の男」、「年下の男」と続いた、男性と女性の複雑な恋愛関係を描いた内舘脚本の『愛憎ドロドロ劇』第4弾。内舘が2年ぶりにテレビドラマの脚本を担当する作品である。

## あらすじ
東京・白金で花屋を営む江田千夏（飯島直子）と、祖父の代から続く花屋を全国規模の店に発展させた39歳の涼野耕平（加藤浩次）の恋愛を軸に、2人を取り巻く生き方や葛藤を描く。

## 登場人物

### 江田家
江田 千夏（えだ ちなつ）〈36〉
演 - 飯島直子
嘘の舌。石川県出身、東京・白金にある花屋『フルール・ドゥ・さくら』の経営者。
高校3年のときに父・幸雄を亡くし、卒業後、単身で上京。水商売でコツコツお金を貯め、34歳で念願の小さな花屋をオープンした。市場で花を仕入れているところを、涼野耕平（後述）に見初められる。
故郷から母・典子を呼び寄せ、親子で店を切り盛りしながら幸せな生活を送る。「結婚」や「家庭」に幸せを求めず、何よりも「仕事」が大切である。
月に二回、大学の造園講座を受講するため金沢に帰郷。しかし、それは母への口実であり、父を死に追いやった陶芸家・白川隆一郎と密会することが目的だった。このときだけは、愛する男に身を委ねるひとりの女へ変貌し…。
江田 典子（えだ のりこ）〈60〉
演 - 松原智恵子
悪口。千夏の母。夫・幸雄は、名の通った丸谷焼の陶芸作家だった。当時、そんな幸雄の元を頻繁に訪れ手ほどきを受けていたのが白川隆一郎。その白川が、陶芸家として華々しく活躍し始めたのをきっかけに、幸雄は激しい嫉妬と共に酒に溺れる生活へ。結果、白川に励まされる屈辱を味わい自ら死を。
そのときから白川を呪い、殺したい程憎んでいる。千夏には「白川を殺してやりたい」「東京で白川に会うことがあったら殺してやるのよ」と口癖のように言う。
頑張り屋で親孝行の娘・千夏と暮らしており、店を手伝えることが嬉しくてたまらない。しかし、千夏と白川の関係を知ってしまったら…。

### 涼野家
涼野 杏梨（すずしの あんり）〈29〉
演 - 牧瀬里穂
舌禍。耕平の妻で、専業主婦。裕福な家庭で何不自由なく育ち、幼稚園から名門私立女子大までストレートで進学。お見合いのような形で、23歳のときに耕平と結婚した。それなりの試練も抱えるが、「結婚」の中にこそ本当の幸せがあると信じている。耕平と一緒ならどんなことでも乗り越えられる…。
抱える不安は同居する弘子の存在。耕平との接し方に「義理の息子」「仕事のパートナー」だけでは収まらない親密さを感じていた。耕平の前で「女」を出しているのではないかと…。次第に、精神に異常をきたすようになり、苺を貪り食べるようになり…。
涼野 耕平（すずしの こうへい）〈39〉
演 - 加藤浩次（極楽とんぼ）
天秤の舌。全国にチェーン展開する花屋『富士山花店』の三代目オーナー。大学一年で母を亡くし、そのわずか半年後に父が再婚。当時50歳だった父の相手は、自分と同い年の弘子。年齢差ある女性との結婚に反発する一方、弘子への欲望に駆り立てられた。33歳のとき杏梨と結婚し子供・亜子（演：森迫永依）も生まれる。
責任感が強く、男としても夫としても完璧な「精神的マッチョ」。妻子をこの上なく大切に思いながらも、どこか空しさを感じる日々。偶然出会った千夏に、強烈なまでに惹かれていってしまい…。
涼野 弘子（すずしの ひろこ）〈39〉
演 - 森口瑤子
小判の舌。耕平と共に花屋を経営する『富士山花店』副社長。平凡な家庭に育つが、父没後、より良い人生を手に入れるためには金が必要と強く感じるようになる。結果、31歳も離れた「金のある男」との結婚。相手には、自分と同い年の息子・耕平がいた。耕平からは「おっ母（かあ）」や「お袋」と呼ばれている。お金があることへの飽くなき欲求は増すばかりで…。
耕平の前では、自然に、あるいは意図して「女」を漂わす。だが、安定した生活が傾くならば、店を奪い取ってでも立て直そうとするのかもしれない…。
涼野 光哉（すずしの みつや）〈19〉
演 - 田中圭
二枚舌。弘子と耕平の父親との間に生まれた大学生。母・弘子19歳、父50歳のときの子供。大きく離れた両親の年齢差に戸惑い、純粋な愛とは別の「欲望」を嗅ぎ取ってしまった。父亡き後、弘子が、耕平の前だけで出す「女」がたまらなく不愉快。男として理想の異母兄・耕平へも、少なからずコンプレックスを持つ。いつか耕平を越えられたらと…。
明るい笑顔の下に隠された、耕平の妻・杏梨への密かな想い。次第に何かが崩れようとしていた…。

### その他
白川 隆一郎（しらかわ りゅういちろう）〈57〉
演 - 藤竜也
舌の剣。著名な丸谷焼陶芸家。現在は独身（フランス人の妻と離婚済み）。千夏の父・幸雄に学んだ後、東京を拠点に活動。堕落していく幸雄を横目に、陶芸界のスターへと登りつめていく。幸雄の死から16年－。34歳の千夏と再会し、独立資金の援助を申し出る。それは、愛人契約ではない無利子の援助。いつしかふたりは逢瀬を重ねる関係へ…。
白川からの援助を母に黙っていた千夏。母にとって、白川は最も憎むべき男だからだ。良い作品を創り出すこと、それは白川にとって大切なことだが、千夏がいなくても良いという訳ではない。
仕事に手を抜かない主義であり、千夏には「冷静になること」と「自分で考えること」を伝え、あえて突き放す。
吉田桂子（よしだ けいこ）
演 ‐ 内藤陽子
朝比奈ゆか（あさひな ‐ ）
演 ‐ 網浜直子
千夏の同級生。千夏と白川の関係を知っている。独身。自分の店を持つのが目標である。
大川広次
演 ‐ 堀部圭亮
耕平の学生時代からの友人。割烹「大川」を経営している。

### ゲスト
第6話
吉野正頼
演 ‐ 津村鷹志
第8話
長峰医師
演 ‐ 沼崎悠

## スタッフ
- 原作・脚本 - 内舘牧子
- 音楽 - 栗山和樹
- 演出 - 佐々木章光、藤尾隆
- 主題歌 - dorlis「肌のすきま」（ビクターエンタテインメント）
- プロデューサー - 矢口久雄（テレパック）
- 製作 - テレパック、TBS
- 制作 - テレパック

## 放送日程
| 話数                                                       | 放送日        | サブタイトル   | 演出       | 視聴率 |
| ---------------------------------------------------------- | ------------- | -------------- | ---------- | ------ |
| 第1話                                                      | 2005年4月14日 | 背徳の快       | 佐々木章光 | 13.8%  |
| 第2話                                                      | 2005年4月21日 | 憐れみの愛撫   | 佐々木章光 | 10.5%  |
| 第3話                                                      | 2005年4月28日 | 嘘のない夫婦   | 藤尾隆     | 09.7%  |
| 第4話                                                      | 2005年5月05日 | バレた秘密     | 藤尾隆     | 09.4%  |
| 第5話                                                      | 2005年5月12日 | 母の罪・娘の罰 | 佐々木章光 | 09.9%  |
| 第6話                                                      | 2005年5月19日 | 恨みの苺…      | 佐々木章光 | 11.2%  |
| 第7話                                                      | 2005年5月26日 | 舌切りスズメ   | 藤尾隆     | 08.6%  |
| 第8話                                                      | 2005年6月02日 | 母の葬式…      | 藤尾隆     | 09.0%  |
| 第9話                                                      | 2005年6月09日 | 能登・死の旅へ | 佐々木章光 | 08.7%  |
| 第10話                                                     | 2005年6月16日 | 色狂いの毒虫   | 藤尾隆     | 09.3%  |
| 最終話                                                     | 2005年6月23日 | いとおしい舌   | 佐々木章光 | 10.0%  |
| 平均視聴率 10.0%（視聴率は関東地区・ビデオリサーチ社調べ） |               |                |            |        |

## こぼれ話
- 全面赤のバックに飯島直子が目隠しをされたり手首を縛られていたり、という大胆なCMや巨大広告がドラマが始まる前は注目を集めていた。
- 公式サイトでは占いや複数の掲示板、裏ページや隠しノベライズシミュレーションなど多様なコンテンツが設置されていた。

## 映像作品
- DVD-BOX 「汚れた舌」